# 18944 Sawilliams
18944 Sawilliams è un asteroide della fascia principale. Scoperto nel 2000, presenta un'orbita caratterizzata da un semiasse maggiore pari a 3,0721598 UA e da un'eccentricità di 0,0945520, inclinata di 3,45441° rispetto all'eclittica.